# Jan de Quay

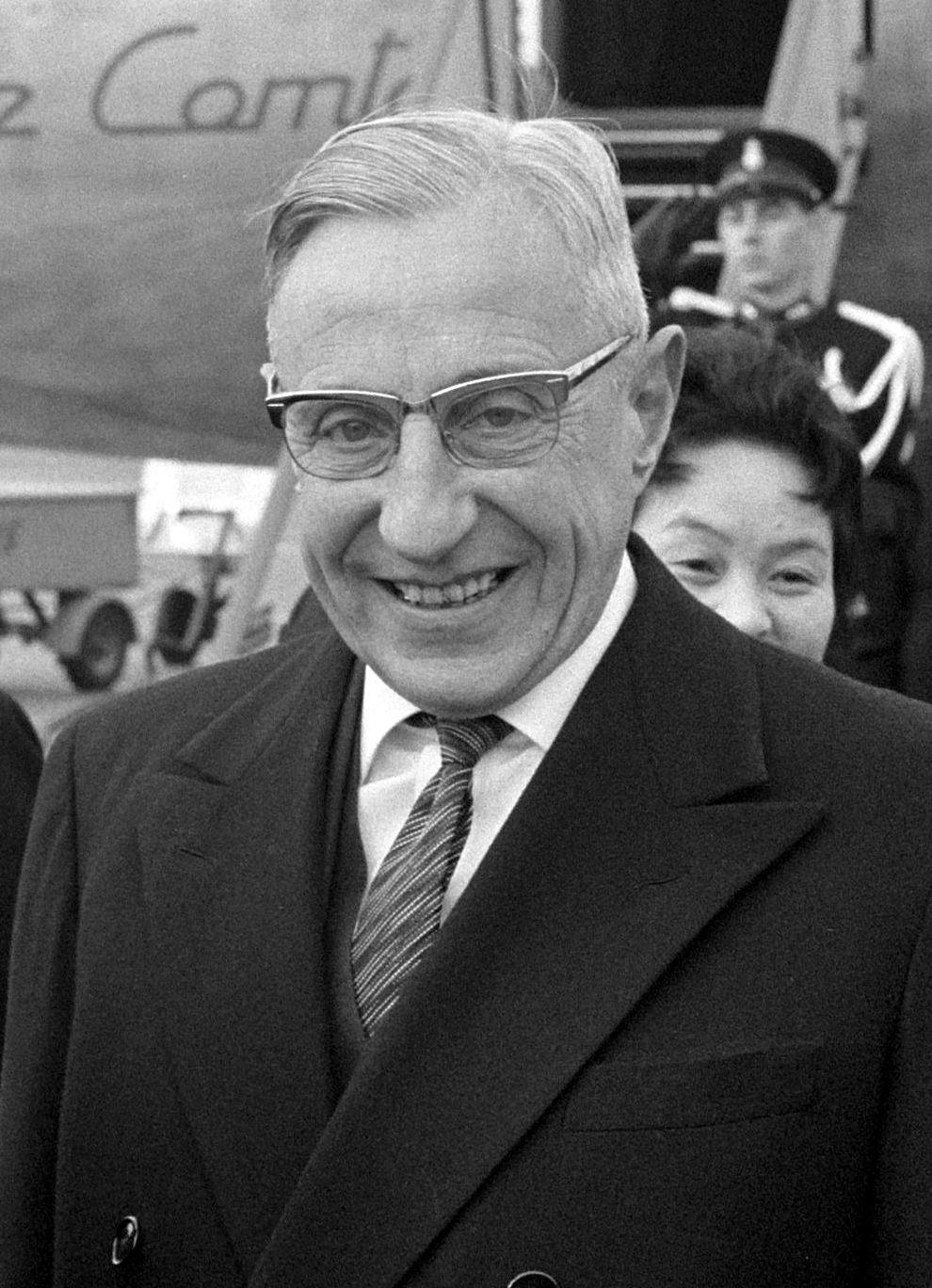
Jan de Quay, 1962

Jan Eduard de Quay (* 26. August 1901 in ’s-Hertogenbosch; † 4. Juli 1985 in Beers, heute zu Cuijk) war ein niederländischer Politiker der Katholischen Volkspartei. Er war Mitbegründer der Kollaborationsbewegung Nederlandsche Unie und bis zu ihrem Verbot durch die deutsche Besatzung ihr Mitvorsitzender. Von 1946 bis 1959 war er königlicher Kommissar für die Provinz Noord-Brabant. Von 1959 bis 1963 war er niederländischer Ministerpräsident.

## Biografie

### Ausbildung und Promotion
Jan de Quay wurde 1901 in ’s-Hertogenbosch als Sohn des Generalleutnants Rudolph Balthazar Antoine Nicolas de Quay geboren. Nach seinem Schulabschluss an einer Jesuitenschule in Katwijk folgte ein Studium der Psychologie an der Universität Utrecht, das er teilweise in den Vereinigten Staaten absolvierte. 1927 promovierte er mit der Doktorarbeit Het aandeel der sensorische componenten in het verloop van leer- en arbeidsproces (zu deutsch etwa: „Der Anteil sensorischer Komponenten im Verlauf des Lern- und Arbeitsprozesses“) zum Doktor der Psychologie. Es folgte ein Lektoratsposten an der RK Handelshoogeschool te Tilburg, der heutigen Universität Tilburg, der 1933 in eine Professur umgewandelt wurde. 1934 wurde er erster technischer Direktor des Economisch-Technologisch Instituut der Universität, das sich für die Förderung der Forschung an technischen und wirtschaftlichen Problemstellungen einsetzte. Ein Jahr später wurde diese Tätigkeit auf die ganze Provinz Noord-Brabant ausgeweitet.

### Nederlandsche Unie
In den 1930er-Jahren zeigte de Quay noch kaum Ambitionen für eine politische Karriere. Stattdessen war er vor allem in der Jugendförderung engagiert; er hielt in dieser Zeit unter anderem den Posten des Hauptkommissars der Katholischen Pfadfinderbewegung und war Mitglied des Niederländischen Pfadfinderrats. Des Weiteren setzte er sich für eine Verbesserung der nationalen Verteidigungsbereitschaft und für die Überwindung der „Versäulung“ der niederländischen Gesellschaft ein. Im August 1939 wurde er kurz vor Ausbruch des Zweiten Weltkriegs als Hauptmann der Reserve zur Armee eingezogen.

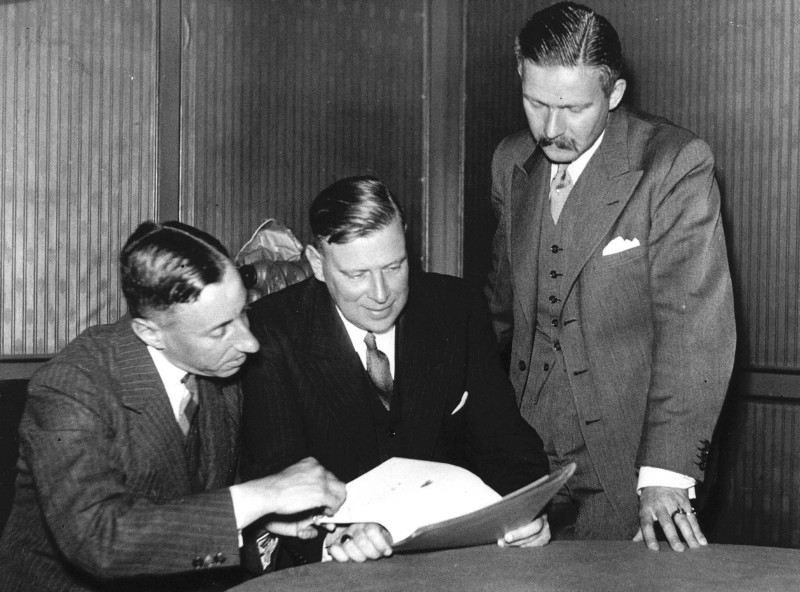
De Quay (links) mit Einthoven und Linthorst Homan

Im Anschluss an die Kapitulation der niederländischen Streitkräfte und den Beginn der deutschen Besatzung wurde de Quay Regierungskommissar und später allgemein Bevollmächtigter für Arbeitsfragen. Obwohl er weder Sympathien für Deutschland noch für den Nationalsozialismus hegte, sah er die Notwendigkeit, sich mit der neuen politischen Situation zu arrangieren und mit der Besatzungsmacht zusammenzuarbeiten. Zu diesem Zweck gründete er am 27. Juli 1940 gemeinsam mit dem Politiker Johannes Linthorst Homan und dem Juristen Louis Einthoven die überparteiliche Kollaborationsbewegung Nederlandsche Unie. Die drei Gründer distanzierten sich von der parlamentarischen Demokratie der Vorkriegszeit, warben aber für fortgesetzte Treue zum niederländischen Königshaus Oranien. Die zunächst von den Besatzern geduldete Unie stellte für viele Niederländer eine gemäßigtere Alternative zur offen faschistischen Nationaal-Socialistische Beweging dar, weshalb ihr mehrere hunderttausend Menschen beitraten. Nach dem Beginn des deutschen Überfalls auf die Sowjetunion zeigte die Führung der Unie in den Augen der Deutschen nicht genug Unterstützungsbereitschaft, weshalb die Organisation kurz darauf im Dezember 1941 verboten wurde. Im Juli 1942 wurde de Quay verhaftet und in einem Internierungslager in Sint-Michielsgestel gefangen gehalten. Dort schloss er sich einer Gruppe von Inhaftierten mit dem Namen Heeren Zeventien unter der Führung der Politiker Willem Schermerhorn und Willem Banning an, die bereits Pläne für die Zukunft der Niederlande nach dem Ende des Krieges schmiedeten.

### Tätigkeiten nach dem Krieg und Ministerpräsidentschaft

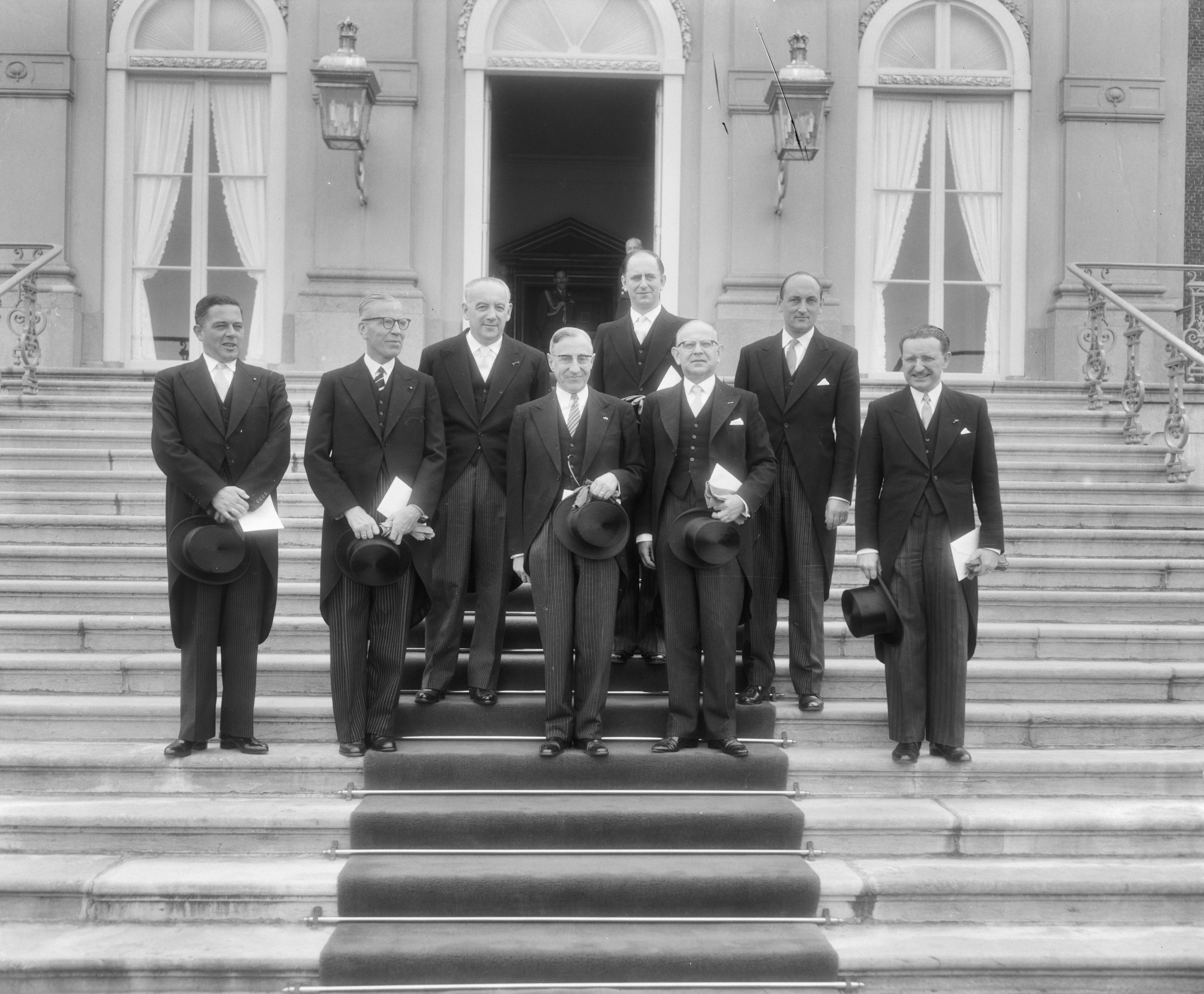
Vereidigung des Kabinetts De Quay am 19. Mai 1959. Jan de Quay vorn im Zentrum

Nach seiner Freilassung im Sommer 1943 tauchte de Quay für den Rest des Krieges vorsichtshalber unter, hielt jedoch Kontakt zu verschiedenen Widerstandsgruppen. Im Anschluss an die Befreiung der südlichen Niederlande im Herbst des folgenden Jahres wurde er, gegen den anfänglichen Widerstand von Teilen der Exilregierung in London, Vorsitzender des Kollegiums der Generalkommissare für Landwirtschaft, Handel und Industrie, das die Wirtschaftstätigkeit in den bereits befreiten Gebieten wieder aufleben lassen sollte. Als Mitglied der Roomsch-Katholieke Staatspartij, dem Vorgänger der Katholieke Volkspartij (KVP), wurde er im April 1945 Kriegsminister in der Regierung von Ministerpräsident Pieter Sjoerds Gerbrandy, kam jedoch auf Grund seiner Vergangenheit in der Nederlandsche Unie in Konflikt mit sozialdemokratischen Mitgliedern der Koalitionsregierung und musste seinen Posten bereits zwei Monate später wieder räumen. Um den Ruf eines Kollaborateurs loszuwerden, regte de Quay gemeinsam mit Einthoven und Linthorst Homan eine offizielle Untersuchung der Tätigkeiten des Führungstrios der Unie an, an deren Ende die Feststellung stand, dass ihr Handeln „allgemein als im Interesse der Niederlande liegend“ angesehen werden könne. Daraufhin ernannte man ihn zum Kommissar der Königin in Noord-Brabant. In dieser Position setzte er sich vor allem für den Ausbau der industriellen Produktion und die Erweiterung des kulturellen Angebots in der Provinz ein.
Bei den Parlamentswahlen von 1959 erhielt die KVP knapp 32 % der Stimmen und wurde damit stärkste Partei. De Quay wurde nach einer schwierigen Koalitionsbildung Ministerpräsident der ersten Regierungskoalition seit Kriegsende, an der keine der sozialistischen Parteien beteiligt war, dem Kabinett De Quay. Seine Amtszeit wurde vor allem von der Frage nach der Zukunft des niederländischen Westneuguineas bestimmt, zu dessen Lösung die Regierung 1962 das New Yorker Abkommen mit Indonesien schloss. Innenpolitisch konnte de Quays Regierung von einer guten Wirtschaftskonjunktur profitieren. Unter anderem führte sie den verpflichtenden freien Samstag in den meisten Branchen ein.
Trotz für die KVP erneut erfolgreich verlaufenen Parlamentswahlen im Jahr 1963 stellte sich de Quay nicht erneut als Ministerpräsident zur Verfügung. Stattdessen hielt er von nun an bis zu seinem Rückzug aus der Politik 1969 einen Sitz in der Ersten Kammer des Parlaments. Zwischenzeitlich war er für einige Monate stellvertretender Ministerpräsident und Verkehrsminister in der Übergangsregierung von Ministerpräsident Jelle Zijlstra. Jan de Quay verstarb schließlich 1985 und hinterließ seine Ehefrau und neun Kinder.